# The Shed
The Shed (precedentemente noto come Culture Shed e Hudson Yards Cultural Shed) è un centro culturale situato nella zona più a ovest di Manhattan, nella città di New York.
Lo Shed, inaugurato il 5 aprile 2019, commissiona, produce e presenta una vasta gamma di attività inerenti alle arti dello spettacolo, alle arti visive e alla cultura pop. Il suo direttore artistico e amministratore delegato è attualmente Alex Poots.

## Costruzione e design
La costruzione dello Shed è iniziata nel 2015 a partire dal progetto dell'architetto principale, Diller Scofidio + Renfro, e del collaboratore, il Rockwell Group, all'interno del 15 Hudson Yards, un grattacielo residenziale situato nel quartiere di Hell's Kitchen e membro del progetto di riqualificazione Hudson Yards. La costruzione era stata inizialmente criticata dai residenti del quartiere, tuttavia le recensioni del centro culturale si sono fatte sempre più positive con l'avanzare dei lavori.
L'edificio presenta diverse caratteristiche architettoniche, tra cui un capannone retrattile (in inglese appunto "shed") che crea uno spazio, il McCourt, dalla capienza di 3.950 spettatori per spettacoli, performance, installazioni ed eventi su larga scala; un teatro da 500 posti e due piani di spazi espositivi.